# Шурубура Денис Юрійович
Денис Юрійович Шурубура (нар. 16 серпня 1996) — український футболіст, захисник.

## Життєпис
Вихованець КДЮСШ «Дніпро-80» (Черкаси). Дорослу футбольну кар'єру розпочав у 2014 році в складі першої команди «Дніпра-80», яка виступала в чемпіонаті Черкаської області. Наступного року перейшов до клубу «Зоря Черкаський Дніпро-2», який також виступав в обласному чемпіонаті. За два сезони в складі команди з Білозір'я в обласному чемпіонаті провів 39 матчів.
Напередодні початку сезону 2016/17 років був переведений до першої команди «Черкаського Дніпра», але за весь сезон лише одного разу потрапив до заявки на матч Першої ліги. Дебютував за першу команду черкащан вже наступного сезону, 15 липня 2017 року в переожному (3:2) домашньому поєдинку 1-о туру Першої ліги проти кременчуцького «Кременя». Денис вийшов на поле на 90-й хвилині, замінивши Левана Кошадзе.